# Enicospilus fosteri
Enicospilus fosteri là một loài tò vò trong họ Ichneumonidae.